# Daryl Dixon
Daryl Dixon es un personaje de una serie y uno de los protagonistas de la serie de televisión The Walking Dead, que se transmite por AMC en Estados Unidos y se basa en la serie de cómics del mismo nombre. Fue creado por el escritor Robert Kirkman y es interpretado por Norman Reedus. El personaje fue introducido en la primera temporada como un experto rastreador que constantemente vive en la sombra de su hermano, Merle. A pesar de su mal humor, es tolerado por el grupo de los sobrevivientes debido a sus habilidades en la caza de animales y por no tener miedo de matar caminantes. 
Tras la desaparición de Merle, Daryl comienza a relacionarse con el resto del grupo. El personaje, eventualmente se convierte en la mano derecha del protagonista Rick Grimes y lleva varias carreras de suministro. Es uno de los personajes que van viviendo más tiempo en la serie de televisión. 
Daryl es uno de los pocos personajes que no tienen una contraparte en el cómic, es decir, que el personaje es original de la serie. Su origen se explora en el videojuego The Walking Dead: Survival Instinct. El personaje apareció en un comercial del Super Bowl XLVII de Time Warner Cable. Reedus fue inicialmente un miembro del elenco recurrente, luego pasó a ser un personaje principal y el nombre de Norman Reedus aparece en los créditos de apertura desde la segunda temporada. Por su actuación como Daryl, Reedus ganó un People's Choice Awards en 2014 y fue nominado para el Premio Saturn a Mejor Actor de Televisión en 2011.

## Descripción del personaje
En su infancia, Daryl y su hermano mayor, Merle, vivían con una madre alcohólica y un padre abusivo. Daryl fue criado por Merle, poco después Merle se separó de este (Debido a que este estuvo recluido en una institución para reformarse). Daryl pasó largos períodos de tiempo a solas y, a lo largo de estos períodos de soledad, aprendió a valerse por sí mismo y ha adoptado una mentalidad de supervivencia duro ver ("Save the Last One") Cuando el brote de caminantes surgió, este y Merle aprendieron a valerse por sí mismos eliminando a muchos caminantes en el paso. Mientras se da a entender en la primera temporada que este solía creer en las ideologías racistas de su hermano, que no son evidentes. Pero a lo largo de la primera temporada Daryl se dio de obligado a trabajar con el grupo porque Rick encarceló a Merle en un edificio cuando este intento matarlo. Sin embargo, Daryl utiliza una motocicleta como vehículo y la usa para movilizarse a lo largo de gran parte de la segunda temporada, dicha motocicleta lleva una insignia utilizada por la Schutzstaffel que se ofrece habitualmente en los nazis y la ideología de la supremacía blanca, por lo que da de notar el racismo de Merle y el cazador pero también es un motivo común en la cultura biker sin tintes racistas previstos.
Daryl a lo largo de la segunda temporada fue visto al principio como un antihéroe. Sin embargo con el paso de la serie no solo se describe por ser serio y frío más que todo demuestra ser muy irónico en sus comentarios. Daryl a lo largo de la serie demostró una estrecha amistad con Carol Peletier y en la tercera temporada demuestra ser más leal al grupo al poco tiempo después su heroica acción le dio más acogida a los fanáticos cuando este participó en el último ataque de la prisión provocado por El Gobernador cuando aniquiló a varios soldados del Gobernador y destruyó el tanque con una granada el cual lo usaba Mitch Dolgen y poco después lo aniquila de un flechazo en el pecho. (ver Too Far Gone).

## Arma
Daryl utiliza una ballesta 125 Horton Scouts HD para las tres primeras temporadas. El uso que el personaje ha inspirado opiniones del arma en Amazon.com refiriéndose a la serie ya que dicha arma esta a la venta en dicha página. Fue reemplazada por una más potente Stryker StrykeZone durante la tercera temporada.

## Historia

### Temporada 1 (2010)
Hace su primera aparición en el episodio Tell It to the Frogs, mientras perseguía a un venado en los bosques cercanos al campamento de Atlanta, Daryl Dixon se enfadó bastante cuando un caminante logró atrapar la presa que él había estado cazando y luego se burló del grupo al ver que habían decapitado a la criatura sin saber que era la manera incorrecta de aniquilarla. Tras dispararle una flecha en el cráneo a la criatura y percibir que el equipo que había viajado a la ciudad había regresado, Daryl rápidamente regresó al campamento buscando a su hermano mayor, y entonces Rick le confesó que habían abandonado a Merle en el techo del centro comercial pues se había vuelto un peligro para todos. Daryl estalló en cólera al enterarse de lo ocurrido y trató de golpear al policía, pero fue detenido por Shane e informado por T-Dog que su hermano aún continuaba con vida y estaba seguro en aquel lugar. Sin pensarlo dos veces, Daryl decidió ir a rescatar a su hermano y se unieron a él Rick, Glenn y T-Dog, quienes necesitaban regresar a la ciudad en busca de la bolsa de armas que el policía había tirado en su primera visita. Tras llegar al edificio donde Merle había sido abandonado, el grupo se sorprendió al encontrar únicamente la mano cercenada de Merle en el lugar, y entonces Daryl estalló en llanto al no encontrar a su hermano. En Vatos, dispuesto a cobrar venganza por lo sucedido con su hermano, Daryl apuntó su ballesta a la cabeza de T-Dog pero fue obligado por Rick a abstenerse de cometer cualquier movimiento. Tras guardar la mano de Merle en una mochila, Daryl guio al equipo mientras seguían el rastro de sangre dejado por el hombre, y finalmente descubrieron que este había abandonado el edificio tras cauterizar su herida. Daryl no dudó en ir a buscar a su hermano por las calles de la ciudad, pero Rick le reveló que sería muy peligroso hacerlo solo y lo persuadió de primero ir a buscar las armas que se encontraban en el pavimento. Daryl no tuvo otra opción, y entonces acompañó al grupo en la misión. Mientras trataban de recuperar las armas, el grupo se topó con otra banda de sobrevivientes que tomaron prisionero a Glenn y entonces para el pesar de Daryl, Rick hizo de su prioridad recuperar a su amigo. Daryl participó de las negociaciones para liberar a Glenn y también acusó al nuevo grupo de estar detrás de la desaparición de su hermano, aunque últimamente resultó estar equivocado. Tras resolver el conflicto y recuperar a su compañero, el grupo se vio forzado a regresar al campamento pues se había hecho muy tarde, pero descubrieron que la camioneta en la que habían viajado había sido robada. Daryl rápidamente dedujo que Merle había sido el responsable y entonces no tuvo otro remedio más que resignarse a la idea de buscar a su hermano en otra oportunidad. Tras volver al campamento y encontrarlo siendo atacado por caminantes, Daryl participó activamente en la defensa del lugar y acabó con varias criaturas.
En el episodio Wildfire, Daryl ayudó a eliminar los cadáveres que habían quedado como consecuencia del ataque y mientras lo hacía, descubrió que Jim había sido mordido por una de las criaturas y estaba infectado. El cazador rápidamente se dispuso a acabar con el moribundo hombre pero fue detenido por Rick, quien lo obligó a bajar su arma alegando que no asesinaban a los vivos. Cuando el grupo decidió que lo mejor que podían hacer era abandonar el campamento y buscar refugio en el CDC, Daryl empacó sus cosas y las de su hermano, y partió resignado junto al resto de sus compañeros. Tras llegar al destino y encontrar que aparentemente el lugar había sido abandonado, Daryl ayudó a combatir a los caminantes que comenzaron a aparecer en la zona y luego fue testigo de cómo milagrosamente se abrían las puertas del lugar para permitirles el paso.
En el final de temporada TS-19, tras ingresar al establecimiento, todo el grupo fue recibido por el encargado del lugar, el Dr. Edwin Jenner, quien dispuso como medida para permitirles quedarse que se sometieran a un análisis de sangre. Tras cumplir con este requisito, Daryl y los otros comenzaron a disfrutar de los lujos que ofrecía el edificio y durante la cena, el cazador fue quien más emocionado se mostró al enterarse de que contaban con alcohol para beber. Durante su breve estadía en el lugar, Daryl y sus compañeros además se enteraron de la manera en la que funcionaba el virus zombi y descubrieron que posiblemente eran algunos de los pocos seres vivos restantes en la tierra. Luego de que el Dr. Jenner revelara que toda la instalación del Centro de Control de Enfermedades haría explosión y encerrara al grupo en el lugar con la excusa de que salir al exterior simplemente prolongaría innecesariamente la muerte que les esperaba a todos, Daryl estalló en cólera y trato de abrir las puertas golpeándolas con un hacha aunque no tuvo éxito. Finalmente, luego de que Rick convenciera al Dr. Jenner de dejarlos escapar, Daryl huyó junto con el resto y vio sorprendido cómo el edificio entero hacía explosión.

### Temporada 2 (2011—12)
En el estreno de temporada, What Lies Ahead, tras la explosión del Centro de Control de Enfermedades, Daryl dejó Atlanta junto con los otros sobrevivientes y se dirigió rumbo a Fort Benning. Por viajar en una motocicleta, Daryl fue capaz de pasar a través de los vehículos varados en una autopista y le indicó a Dale el camino por el que podía circular, sin embargo, cuando el radiador de la autocaravana se descompuso, el grupo tuvo que hacer una parada en el lugar. Cuando una horda masiva de caminantes comenzó a pasar por el lugar, Daryl ayudó a un malherido T-Dog a esconderse de los caminantes, cubriéndose ambos con cadáveres tirados por el lugar. Una vez que el peligro había pasado, Daryl acompañó a Rick a buscar a Sophia al bosque luego de que esta desapareciera y utilizando sus habilidades de cazador, fue capaz de seguir el rastro que la niña había dejado. Luego de encontrar a un caminante merodeando cerca del lugar en el que Sophia había desaparecido, Daryl y Rick procedieron a realizarle una autopsia para cerciorarse si había atacado a la niña y tras no encontrar nada continuaron su camino. Al día siguiente, mientras el grupo entero se lanzó a la búsqueda, Daryl fue el que los guio a través del bosque. Ellos llegaron hasta una tienda de acampar abandonada y pensando que adentro podría encontrarse Sophia, Daryl entró pero solo encontró un cadáver putrefacto. Tras escuchar las campanadas de una iglesia abandonada, el grupo se dirigió rápidamente hacia la capilla y una vez allí Daryl ayudó a eliminar a los caminantes que se encontraban dentro.
En Bloodletting, nuevamente sin pistas sobre Sophia, el grupo volvió a dividirse en dos muy para el pesar de Daryl, quien constituyó la cabeza de uno de los grupos, y cuando la tarde estaba cayendo decidió que lo mejor sería volver a la autopista. Mientras emprendían camino rumbo a la autopista, una joven de nombre Maggie los alcanzó y le comunicó a Lori que Carl había sido herido. Daryl desconfió de la joven pero de igual manera Lori se marchó con ella y entonces Daryl guio a los otros de regreso a la autocaravana. Una vez allí, Daryl proveyó a T-Dog de medicamentos que anteriormente pertenecían a su hermano para que pudiera desinfectar la herida que se había hecho en el brazo y luego decidió permanecer con Carol en la autocaravana durante la noche en vez de dirigirse a la granja como Rick les había ordenado.
En el episodio Save the Last One, mientras pasaba la noche en la autocaravana esperando para ver si Sophia reaparecía, Daryl no pudo resistir el llanto de Carol y entonces decidió salir a buscar a Sophia por los alrededores. Andrea se ofreció a acompañarlo y mientras recorrían la carretera, Daryl manifestó su optimismo acerca de volver a encontrar a la niña y compartió algo de su pasado con Andrea. Tras encontrar un caminante colgado de un árbol, Daryl accedió a matarlo a cambio de una respuesta de Andrea sobre si ella aún deseaba estar muerta y luego de que Andrea le contestara que no lo sabía, Daryl le lanzó una flecha al zombi y ambos volvieron a la autocaravana.
En Cherokee Rose, a la mañana siguiente, Daryl viajó junto con el resto del grupo a la Granja Greene, donde pronto salió en búsqueda de Sophia por los alrededores de la misma. Antes de marcharse Rick lo confrontó diciendo que ya no era necesario que permaneciera con el grupo y que podía marcharse en busca de Merle si así lo deseaba pero Daryl le dijo que no se marcharía hasta encontrar a Sophia. Mientras investigaba los alrededores, Daryl encontró una casa abandonada y entró a revisarla, descubriendo en un armario latas de comida recién abiertas y una manta que indicaba que alguien recientemente había pasado la noche allí. Daryl siguió recorriendo y entonces se topó con una rosa chéroqui y la cogió para Carol. Cuando estuvo de regreso en la granja este se lo entregó a la desconsolada mujer diciéndole que la rosa era una señal de esperanza acerca de que volvería a ver a su hija.
En el episodio Chupacabra, mientras el grupo se preparaba para continuar con la búsqueda de Sophia, Daryl se mostró bastante emocionado por su descubrimiento del día anterior, aunque no todos los miembros del grupo confiaron en lo que este había encontrado y lo tomaron a la ligera. Avergonzado y molesto por las burlas de sus compañeros, el cazador decidió partir por sí solo en busca de la niña y tras tomar uno de los caballos de Hershel, recorrió los alrededores y dio con la muñeca de Sophia tirada en un arroyo. Sintiéndose cada vez más cerca de dar con el paradero de la pequeña, Daryl apresuró la marcha para continuar buscando, pero desafortunadamente sufrió un accidente y su caballo terminó tirándolo desde lo alto de un acantilado. Bastante malherido debido a la caída, Daryl comenzó a alucinar con su hermano perdido Merle, quien se burló de él y le dijo que el grupo siempre lo vería como un fenómeno y jamás lo aceptarían como uno de ellos. Daryl continuó siendo molestado por las alucinaciones de su hermano hasta que finalmente pudo reponerse, y tras acabar con algunos caminantes utilizando armas improvisadas, utilizó todas sus fuerzas para escalar hacia la cima y salir del agujero en el que había caído. Con las pocas fuerzas que le quedaban, Daryl fue capaz de abrirse camino hasta la granja Greene, y al llegar recibió un disparo de Andrea, quien lo confundió con un caminante. Tras ser auxiliado por sus amigos, quienes además se sorprendieron al verlo portando la muñeca de Sophia, Daryl permaneció bajo los cuidados de Hershel y Carol en la casa Greene, donde esta última le agradeció todo lo que había estado haciendo por su hija.
En Secrets, Daryl continuó recuperándose de sus heridas en una de las tiendas del campamento, y mientras descansaba recibió la visita de Andrea, quien se disculpó por haberlo lastimado. En el final de la mitad de temporada, Pretty Much Dead Already, luego de que Glenn revelara que el granero de la granja estaba lleno de caminantes, Daryl mantuvo una fuerte discusión con Shane cuando este trató de convencer al grupo de marcharse lo más pronto posible y sin haber encontrado a Sophia, aunque ambos hombres fueron calmados por Rick. Apresurado por dar con el paradero de la niña, Daryl obvió la recuperación de sus heridas y se dispuso a continuar con la búsqueda, pero Carol evitó que lo hiciera manifestando que ya había perdido a su hija y no podía arriesgarse a perderlo a él también. Pese a que el pesimismo de Carol le produjo un gran disgusto, Daryl se reconcilió con la mujer al poco tiempo y ambos volvieron a esperanzarse con encontrar a Sophia sana y salva. Sin embargo, luego de que Shane abriera intempestivamente las puertas del granero y el grupo de Atlanta acabara con todos los caminantes que se encontraban encerrados en aquel lugar, Daryl contempló impotente como una zombificada Sophia salía del granero y caminaba lentamente hacia ellos. Daryl evitó que una desconsolada Carol se acercara a la niña y finalmente presenció con pena cómo Rick le ponía fin a la vida de la pequeña de un disparo en la cabeza.
En el estreno de mitad de temporada Nebraska, pese a que Daryl quedó bastante resentido por el desenlace fatal de Sophia, el hombre se mantuvo firme al lado de Carol para apoyarla, más cuando esta se rehusó a asistir al funeral de la niña y manifestó que sabía de antemano que su hija había muerto desde el primer día que desapareció, se sintió decepcionado y se alejó de todos para lidiar con su dolor. Luego de que Beth cayera enferma y Rick, Hershel y Glenn se demoraran en regresar a la granja, Lori le pidió a Daryl que viaje hasta el pueblo en busca de sus amigos, pero el cazador se rehusó rotundamente alegando que ya no quería tener nada que ver con el grupo. En el episodio Triggerfinger, decidido a abandonar el grupo, Daryl comenzó a alistarse para marcharse durante la noche, pero su plan fue descubierto por Carol, quien comenzó a vigilarlo para evitar que lo hiciera. Cuando Daryl confrontó a la mujer por esto y la acusó de ser la culpable de la muerte de Sophia por no haberla cuidado correctamente, la mujer solo se quedó callada y le recordó que él se había ganado su lugar dentro del grupo. Tras un momento de tensión, Daryl simplemente se alejó de Carol y finalmente decidió permanecer en la granja.
En Judge, Jury, Executioner, Daryl encontró un nuevo rol dentro del grupo cuando Rick y los demás llevaron consigo a la granja a un muchacho que representaba una amenaza para todos, y se convirtió en la persona encargada de realizar los trabajos sucios. El cazador torturó sin clemencia al joven para obtener la información que deseaban saber y tras comunicárselo al grupo, dejó en manos de ellos decidir como lidiar con la situación. Cuando el grupo comenzó considerar asesinar al muchacho, Daryl recibió la visita de Dale, quien trató de apelar a él para convencer a los demás de desistir de la descabellada idea, aunque no tuvo éxito pues el cazador se mostró indiferente ante toda la situación. Finalmente, luego de que Rick desistiera de la idea de asesinar al prisionero, Daryl escuchó los gritos horrorizados de Dale provenientes del bosque y corrió a ayudarlo. Aunque el cazador logró acabar con el caminante que estaba atacando al anciano hombre, la criatura logró herir mortalmente a Dale y lo dejó en agonía, y entonces Daryl, con el consentimiento de los demás, tomó el arma de Rick y puso fin al sufrimiento del hombre.
En el episodio Better Angels, tras asistir al funeral de Dale, Daryl y otros miembros del grupo fueron en busca de algunos caminantes con los cuales descargar la ira que sentían y acabaron con varios de ellos. A modo de cumplir la promesa que le habían hecho a Dale de demostrarle que podían conservar su humanidad, Daryl fue reclutado por Rick para ayudarlo a liberar a Randall, pero mientras se preparaban para hacerlo el muchacho desapareció misteriosamente y entonces se lanzaron a buscarlo. Luego de que Shane apareciera con una poco creíble historia de cómo el joven había logrado emboscarlo y huir, Daryl hizo pareja con Glenn para rastrear al prófugo y finalmente lo encontraron convertido en caminante. Tras acabar con la criatura y descubrir que no poseía rastros de mordedura alguna, Daryl llegó a la conclusión de que no hacía falta ser mordido para reanimarse como muerto viviente y también dedujo que había sido Shane quien había asesinado al muchacho.
En el final de temporada, Beside the Dying Fire, Luego de regresar a la granja e informarle a todos lo que habían descubierto, una muy preocupada Lori le pidió a Daryl que saliera a buscar a Rick y a Shane, pero antes de que este pudiera hacerlo, toda la granja comenzó a ser invadida lentamente por una inmensa horda de caminantes. En un intento desesperado por defender el lugar, Daryl a bordo de su motocicleta lideró al equipo para contrarrestar la amenaza disparando desde sus vehículos, más todo esfuerzo terminó siendo en vano y la granja sucumbió ante el incesante paso de las criaturas. Tras rescatar a una exhausta Carol de una muerte segura, Daryl y la mujer abandonaron el lugar montados velozmente y regresaron a la autopista congestionada de vehículos con la esperanza de reencontrarse con sus compañeros. Tras reagruparse y hacer un recuento de las perdidas, Daryl y los otros abandonaron la zona de la granja para evitar ser emboscados por otra horda de caminantes y comenzaron a viajar sin rumbo definido. Finalmente, luego de que quedan varados a la intemperie y que Rick revelara el secreto que el Dr. Jenner le había confiado, poniendo así en sería duda su capacidad de liderazgo, Carol trató de convencer a Daryl de asumir el rol de nuevo líder del grupo, pero el hombre refutó la idea alegando que Rick era el indicado para esa labor.

### Temporada 3 (2012—13)
En el estreno de la temporada "Seed", Daryl y Rick logran dar con un complejo penitenciario mientras este cazaba ambos decidieron tomar el complejo penitenciario como un nuevo hogar para el grupo. Él ayuda al grupo a fumigar la prisión de una cantidad masiva de caminantes, pero cuando buscan una zona oscura, Hershel es mordido en la parte inferior de la pierna. El grupo lo arrastra a la cafetería de la prisión donde Rick le amputa la pierna mordida de Hershel debajo de la rodilla, y Daryl se da cuenta de que cinco prisioneros sobrevivientes estaban observándolos.
En el episodio "Sick", Daryl, T-Dog, y Rick se comprometen a ayudar a los presos (Thomas, Andrew, Oscar, Axel, y Big Tiny) en limpiar su propio pabellón. Durante este proceso Big Tiny es arañado por un caminante y asesinado por Thomas el líder del grupo de los prisioneros, y cuando Thomas y Andrew intentan emboscar a Rick, Rick mata a Thomas y persigue Andrew en un patio lleno de caminantes, Rick lo encierra y lo da por muerto.
En el episodio "Killer Within", se revela que Andrew sobrevivió, atrae a un montón de caminantes en el patio de la cárcel, lo que al final resulta la muerte de Lori y T-Dog. Daryl, Rick y Oscar logran dar con Andrew y Rick mantiene una lucha con el presidiario, durante la lucha la pistola cae y Oscar agarra el arma y asesina a Andrew y se vuelve parte del grupo de Rick y Daryl.
En el episodio "Say The Word", mientras que Rick se deprime con la muerte de su esposa, Daryl se hace cargo, y con la ayuda de Maggie, cuidan a una Judith recién nacida mediante la búsqueda de la fórmula para bebés. Cuando él piensa que Carol está muerta, él pone un solo Rosa Cherokee en su tumba.  Esta es la flor que él le dio a Carol para darle esperanza en la búsqueda de su hija Sophia.
En "Hounded", Daryl encuentra a un caminante aniquilado con el cuchillo de Carol incrustado en la cabeza, y luego la encuentra con vida. En el episodio "When the Dead Come Knocking", Daryl es testigo de ver a Michonne siendo llevada a la cárcel, y luego dirige a Rick, Hershel, y Carl a un reencuentro con Carol.
Rick y Daryl interrogan a Michonne, que revela que Maggie y Glenn han sido capturados y llevados a Woodbury, una ciudad liderada por el Gobernador. Cuando Rick le agradece por salvar a Judith, Daryl simplemente dice que "es lo que hacemos." Rick decide tomar a Daryl, Oscar, y Michonne con él a Woodbury. En el final de mitad de temporada "Made to Suffer", durante el ataque del grupo en Woodbury, Daryl inicia un brote en la comunidad del Gobernador y aniquila a dos guardias de Woodbury. Más tarde el grupo se entera de que Merle está trabajando para el Gobernador, y Daryl es capturado cuando va en busca de su hermano. Después de este suceso el Gobernador acusa a Merle de traición, El Gobernador ordena a los hermanos a luchar hasta la muerte en la arena Woodbury, con sus ciudadanos que les rodean y gritando con sed de sangre.
En el estreno de mitad de temporada de "The Suicide King", Daryl y Merle logran escapar después de la intervención de Rick y Maggie. Finalmente, cuando logran huir de Woodbury el grupo no está de acuerdo con incluir a Merle. Cuando Merle antagoniza al grupo, Rick lo golpea mientras y discuten aún más su reingreso, se decidió que no van a dar la bienvenida a Merle; en respuesta, Daryl se va con Merle. En el episodio "Home", Daryl salva a una familia mexicana de un grupo de caminantes con la mínima ayuda de Merle. Tras el rescate, Merle intenta saquear el coche de la familia, pero Daryl lo detiene decepcionado de la actitud tan negativa de su hermano mayor se separa. Daryl decide volver a la prisión; él y Merle entran en una discusión como Daryl se aleja. Merle rompe accidentalmente su camisa, dejando al descubierto las cicatrices de la infancia en la espalda de Daryl de su papá. Daryl cubre a toda prisa su espalda y se va. Merle no se atreve a seguir, ya que sabe que nunca será aceptado en el grupo, pero él sigue. Cuando Rick en las afueras de la prisión es atacado por una manada de caminantes que soltó por el Gobernador y su milicia Merle y Daryl lo salvan a Rick de una muerte segura de un grupo de caminantes. En el episodio "I Ain't a Judas", Daryl defiende la presencia de Merle en la cárcel ante el resto del grupo. En el episodio "Arrow On The Doorpost", Hershel y Daryl van a lo largo de apoyo como Rick cuando se reúne con el Gobernador para hacer un arreglo pacífico; Hershel pasa el tiempo conversando con Milton mientras que Daryl bromea con Martínez. En el episodio "This Sorrowful Life", después de que Merle es asesinado por el Gobernador y se convierte en un caminante, Daryl se ve obligado a ponerlo abajo. Toma la muerte con dificultad ante su zombificado hermano, comienza a llorar y cae al suelo. En el final de temporada "Welcome to The Tombs", cuando el Gobernador trae una milicia para atacar la prisión por segunda vez, el grupo les combate y huye el grupo del Gobernador. Rick, Daryl y Michonne los persiguen a pie, y encuentran a Karen, la única sobreviviente de la milicia del Gobernador después de que él los mató a todos por decepcionarlos. Ellos van a Woodbury, donde Tyreese y Sasha les permiten entrar. Ellos encuentran a Andrea, quien reveló que fue mordida por un zombificado Milton, y de despide tristemente antes de que ella misma se dispara con el revólver de Rick. Después Daryl, Rick, Michonne, Tyreese, Sasha y Karen regresan a la prisión con el cuerpo de Andrea y los residentes restantes de Woodbury.

### Temporada 4 (2013—14)
En "Alone", se muestra un flashback que establece una semana antes del estreno de la temporada se muestra a Glenn y Daryl en una carrera de suministros cuando se encuentran con un sobreviviente llamado Bob Stookey, que revela que él es el último superviviente de los dos grupos anteriores que fueron asesinados. Daryl le pregunta cuántos caminantes y personas que ha matado y ¿porque?, y Bob afirma que ha matado a una docena de caminantes y una mujer, en su petición. Después considerando lo suficientemente confiable, Glenn y Daryl llevan a Bob un viaje de regreso a la prisión.
En el estreno de la temporada "30 Days Without an Accident", Daryl se ha hecho muy conocido entre la creciente población en la cárcel por su habilidad en la caza. Daryl va en una carrera de suministros con Sasha, Tyreese, Glenn, Michonne, Zach (el nuevo novio de Beth Greene) y Bob. Durante la carrera de suministros, Zach es mordido por un caminante y lo mata. Cuando Daryl le dice a Beth las malas noticias y se lo toma a la ligera, y ella le dice que ella ha perdido demasiada gente que no vale la pena molestarse; Daryl confiesa estar harto de ver a la gente morir, y Beth lo abraza. En el episodio "Infected", Daryl ayuda a limpiar el pabellón de cadáveres ante un ataque caminante, y el grupo se entera de que una infección mortal se está extendiendo entre la comunidad penitenciaria. Daryl y el resto del consejo de la prisión se compromete a empezar a poner en cuarentena a los enfermos, incluidos a Karen y otro miembro llamado David. En el episodio "Isolation", cuando Tyreese va en busca de Karen y encuentra los cuerpos quemados de Karen y David, muestra su rabia a Rick, Daryl y Carol. Daryl, Michonne, Bob, y Tyreese encabezan un viaje a una facultad de veterinaria en busca de antibióticos para detener el brote. Ellos escuchan un mensaje en la radio del coche, ofreciendo santuario en un lugar llamado Terminus, antes de que el coche es rodeado por una horda masiva de caminantes y se ven obligados a huir a pie. En el episodio "Indifference", Bob confiesa su adicción al alcoholismo a Daryl. Recuperan la medicina de la universidad, pero Bob es casi atrapado por un grupo masivo de caminantes cuando agarran su mochila. Cuando Daryl encuentra una botella de alcohol en la bolsa, ello amenaza a Bob por exponer su vida de manera absurda. En el episodio "Internment", vuelven a la prisión con la medicina, y Bob administra los antibióticos. En el final de mitad de temporada "Too Far Gone", dice Rick le revela a Daryl que desterró a Carol de la cárcel porque ella mató a Karen y David. Ellos van a decirle a Tyreese sobre esto, pero son interrumpidos por el sonido de una explosión antes de que lo iban a decir. Durante el tercer y último asalto del Gobernador en la prisión, Daryl ayuda a defender al grupo de los atacantes, eliminando a varios soldados del Gobernador, incluso provoca la explosión del tanque con una granada y elimina a Pete Dolgen el segundo al mando de la nueva milicia del Gobernador. Daryl se escapa de la prisión con Beth.
En el episodio "Inmates", después de que el grupo se divide, Daryl y Beth están en la carrera juntos. Daryl actúa abatido y dice muy poco, ya que se sienta alrededor de una fogata. En el episodio "Still", Beth y Daryl luego de encontrar alcohol ilegal se alojan en una cabaña, y se quedan un rato. Se emborrachan y se ponen a jugar un juego del "si o no", lo que lleva a Daryl a gritar a Beth después de que él se ofende por una pregunta formulada por Beth. A continuación, la arrastra afuera para disparar a un caminante y se mete en una discusión acerca de si o no cualquier otra persona sobrevivió al ataque de la prisión Daryl quiebra en llanto. Después se abrazan y se amistan hablan un poco y antes de irse se queman la casa abajo con la luz de la luna y junto con el dinero. En el episodio "Alone", Daryl y Beth se alojan a través de una funeraria, donde empiezan a formar un gran enlace. Cuando Beth le pide a Daryl lo que le hizo cambiar de opinión acerca de si todavía hay gente buena alrededor, él simplemente se le queda mirando, dando a entender que ella era la razón por la que cambió de opinión. Su momento es interrumpido cuando Daryl oye lo que él creía que era un perro en la puerta y se abre para revelar lo cual era una turba de caminantes. Daryl combate la manada, pero Beth es secuestrada en el caos. Daryl logra arreglárselas después de ver partir el automóvil, pero se detiene después de que llega en medio de la carretera. Él se sienta a continuación, y llega un grupo de bandidos liderados por Joe (quienes invadieron anteriormente la casa en la que estaban alojados Rick, Carl y Michonne), los bandidos comienzan a pedirles sus pertenencias y luego matarlo pero este le mete un puñetazo a Joe, Joe admirado de sus agallas ordena a su grupo que bajen sus armas y le propone a Daryl que forme parte de su grupo y decide unirse a ellos cuando se les da la posibilidad de elegir entre unirse a su grupo o ser asesinado. En el episodio "US", Daryl viaja con el grupo de Joe, aprendiendo de sus reglas acerca de quién "reclamar" algo como pertenencia para no tener problemas entre ellos y que están siguiendo a un hombre que recientemente mató a uno de los suyos (Rick). También trata de ponerse agresivo con uno del miembro del grupo cuando se menciona indirectamente a Beth diciendo: "Apuesto a que es una perra que te tiene en mal estado", motivo en el cual Daryl iba a matar al miembro. En el final de la temporada "A", el grupo de Joe da finalmente con el hombre al que estaban siguiendo, en el que resulta ser Rick, junto con Michonne y Carl y los capturan. Daryl suplica a Joe de no les haga nada que son "buenas personas". Joe lo llama mentiroso y ordena a dos de sus hombres a golpearlo hasta la muerte. Sin embargo, cuando Joe informa a Rick que el grupo va a violar a Michonne y Carl y linchar a muerte a Daryl antes de asesinarlo, Rick sorprende a todos cuando a Joe le muerde la yugular causándole instantáneamente la muerte. La distracción de los otros miembros les permite a Daryl y Michonne y Daryl matan a sus captores, mientras que Rick apuñala repetidas veces al captor de Carl. En la secuela, Daryl le dice a Rick lo que le había sucedido con Beth después del asalto prisión. Rick a continuación le revela que lo considera como un hermano. El grupo hace su camino a Terminus, un supuesto refugio seguro. Una infiltración sigilosa en Terminus, al llegar Daryl, Rick, Carl y Michonne son recibidos por Gareth quien les da la bienvenida y les pide que los revisen, después de ser revisados Daryl desconfiadamente recoge su ballesta, un miembro de Terminus Alex los escolta hasta llevarlos al patio en donde les ofrecen comida, Rick al percatarse de las pertenencias de los residentes de Terminus, Rick toma a Alex de rehén y a punta de pistola le exige saber cómo consiguió el reloj. El grupo de Rick y el grupo de Terminus levantan sus armas el uno contra el otro, dispuestos a enfrentarse. El fuego comienza a abrirse, Daryl y los demás no les dio tiempo para escapar, debido a que son superados en mayoría. La tripulación de Terminus dirigida por Gareth dirige a Rick, Daryl, Michonne y Carl a un vagón, donde encuentran a Glenn, Maggie, Sasha, Bob, así como el sargento Abraham Ford, Eugene Porter, Rosita Espinosa y Tara Chambler quienes son sus amigos y Rick les dice a todos que se van a sentir estúpidos porque se metieron con la gente equivocada.

### Temporada 5 (2014—15)
En el estreno de la quinta temporada "No Sanctuary", poco después de ser capturado, el grupo traza su escape de los vagones del tren cuando Daryl le dice a Maggie lo que le pasó a Beth. La tripulación de Terminus les tiran gases lacrimógenos desde el techo y toman a Daryl, Rick, Glenn y Bob a una habitación de masacre donde otras cuatro supervivientes son rebanadas sus gargantas. Como Bob no puede razonar con Gareth, diciéndole sobre Eugene que tiene una cura para la plaga caminante, una explosión causada por Carol y una manada caminante provocada por Carol invaden la terminal y distraen la atención de Gareth y Rick quien se libera y mata a los dos carniceros. Rick conduce a Daryl, Glenn y Bob en los que logran escaparse de Terminus ya que está invadido por una manada caminante y todo empieza a desmoronarse. Una vez fuera el grupo, Daryl corre a Carol, Daryl corre hacia ella y la abraza y recupera su ballesta. En el episodio "Strangers", el grupo continúa moviéndose a lo largo del bosque, pero se distraen por un grito de ayuda del Padre Gabriel Stokes, quien de inmediato a todos sospechan de él, pero este afirma que no han matado caminantes o personas, pero este los lleva a su iglesia donde el grupo instala refugio, y van en carrera de suministros, en la noche Daryl y Carol encuentran un coche y se las arreglan para conseguir que funcione. Daryl ve el coche que llevó a Beth y él y Carol deciden ir tras él. En el episodio "Four Walls and a Roof", al día siguiente, Daryl emerge de los arbustos donde Michonne pregunta por Carol, pero Daryl dice a una persona misteriosa que salga.
La historia de Daryl se elabora en el episodio "Consumed", cuando él y Carol descubren que los policías mantienen cautiva a Beth. Ellos pierden la noción de la policía después de que su coche no puede reiniciarse, y sin embargo viajan a Atlanta y localizan un coche distinto similar, en la parte superior de un estacionamiento al lado del hospital Grady Memorial. Mientras se cuelan alrededor y esquivan a los caminantes, se encuentran con Noah, un cautivo de los policías y sobreviviente quien se reunió Beth. Noah los sostiene a punta de pistola y les obliga a entregar sus armas a él. Daryl y Carol cumplen y se quedan para hacer frente a los caminantes liberados por Noah para darle tiempo suficiente para escapar. Daryl se pone al día con Noah y finalmente lo subyuga al suelo, por medio de un estante de libros grandes que se derrumba sobre Noah y lo mantiene atrapado mientras se libera un caminante que se acerca a Noah. Daryl cumple de mala gana las súplicas de Carol por la vida de Noah, y Noah comparte su historia y el paradero de Beth. Cuando el grupo está a punto de salir del edificio, dos policías golpearon accidentalmente a Carol con su coche, hiriendo gravemente a ella y dejándola inconsciente. Los policías toman a Carol a distancia a su puesto del Hospital Grady Memorial. Noah calma a Daryl, diciendo que ellos tienen suficientes suministros médicos para salvarla. Daryl promete volver por ella con el resto del grupo, debido a que Noah le revela a Daryl que los policías tienen demasiado poder de fuego para abrumarlos y Daryl se va con Noah, revelando que él es la persona Daryl lleva de nuevo a la iglesia.
En el episodio "Crossed", Daryl, Rick, Tyreese, Sasha y Noah se preparan para dirigirse a Atlanta para recuperar a Beth y Carol, sólo para enfrentar las complicaciones con la policía de la oficial Dawn Lerner quien subordina al sargento Bob Lamson y los oficiales Amanda Shepherd y Lacari. El grupo captura los tres oficiales y Daryl sugiere el comercio de ellos a cambio de Beth y Carol. En el final de la mitad de temporada "Coda" finalmente, el grupo se reúne con Dawn y sus policías en el hospital donde se negocian a Licari y Shepherd para liberar a Beth y Carol pero cuando Dawn exigió a Noah para sus servicios, Beth cansada de sus maltratos apuñala a Dawn hiriéndola en el hombro, la obliga a disparar Beth. Inmediatamente Daryl dispara a Dawn en la cabeza antes de romper en llanto y pronto toma el cuerpo sin vida de Beth llevándola a los exteriores del hospital, y el resto del grupo llega a tiempo para ver en donde Maggie termina devastada al ver a Daryl triste cargando el cuerpo inerte de su hermana.
En el estreno de mitad de temporada "What Happened and What's Going on", Daryl es visto de pie sobre el funeral de Tyreese. En el episodio "Them", dos semanas después de la muerte de Beth y Tyreese, Daryl sigue angustiado y aparece devastado y este junto con el grupo también sufre de deshidratación durante una sequía. Carol le dice a Daryl que tiene que abrazar el dolor para que pueda pasar más rápido antes de besarlo en la frente. Más tarde, Daryl va al bosque para descansar; fuma un cigarrillo, pero luego se rompe en llanto. Más tarde, cuando una tormenta golpea, Daryl lidera el grupo de nuevo a un granero que encontró, donde se refugian. Rick da un discurso sobre cómo tienen que estar dentro de esto si quieren sobrevivir para que puedan vivir con el tiempo y llama al grupo de "los muertos vivientes", pero Daryl sostiene que ellos no son los caminantes. Daryl conversa más tarde con Maggie y se ayudan unos a otros con su dolor compartido. En el episodio "The Distance", Daryl toma a rehén a Aaron cuando por primera vez entra en el granero. Luego está de acuerdo con Michonne en ir a la comunidad de Alexandria la cual Aaron los invita a vivir para reclutarlos. Cabalga en el RV durante la noche, al llegar a la bengala que Eric disparó la disparó quien se encuentra ileso. A continuación, toma la RV se dirige a Alexandría. En el episodio "Remember", cuando el grupo entra en la Zona de Alexandría, Daryl es extremadamente cauteloso sobre el lugar y decide no utilizar cualquiera de los servicios que le han dado, como una ducha, por lo tanto, no deja de bajar la guardia. Al ser entrevistado por Deanna Monroe se niega a sentarse y llega con su ballesta y una zarigüeya muerta en sus manos, confundiendo mucho a los residentes y Deanna le ofrece un trabajo para Daryl en la comunidad. En el episodio "Forget", Daryl se reúne en secreto con Rick y Carol para discutir la cuestión de la legítima defensa si las cosas van mal. Matan a un caminante; Daryl nota una "W" tallada en la frente, lo que les deja poco perturbado. Más tarde, durante una caza, Daryl se encuentra con Aaron, que también esta en caza, y posteriormente trabajan juntos para encontrar un caballo Aaron llamado "Botones", que Aaron ha estado tratando de traerlo de vuelta durante meses. Aaron también observa el dilema de Daryl de encajar como un extraño, y afirma que él y Eric se siente de la misma manera debido a su sexualidad. Más tarde ven a Botones siendo devorado por los caminantes, y Aarón le pone fin a su miseria a Botones quien estaba agonizante. Aaron también alienta a Daryl a asistir a la fiesta de bienvenida de Deanna para el grupo de Rick. Daryl se encuentra incapaz de ir por miedo a adaptarse y en su lugar tiene una cena con Aaron y Eric delante de Aarón le muestra un garaje lleno de piezas de motocicleta, que Daryl puede reconstruir por sí mismo. Aaron también le ofrece trabajo en la sustitución de Eric como otro reclutador de Alexandría, ya que él sabe que Daryl siempre tendrá que estar alejado de Alexandría; Daryl acepta y más tarde, cuando se reunió con Rick y Carol, cuestiona si necesitan llevar armas ocultas alrededor y se niega a tomar uno. En el episodio "Try", Daryl ha terminado la construcción de su motocicleta, y se dirige con Aaron en un coche para encontrar a más reclutas, fuera de las murallas, Daryl y Aarón notan más que los caminantes están entrando en la zona. Investigan una luz en la distancia y se encuentran con una mujer que había sido atada a un árbol y devorada viva por los caminantes. Quien también tenía una "W" tallada en la frente. En el final de temporada "Conquer", Daryl y Aarón encuentran evidencias de otras personas que se desplazan por el bosque y comienzan a realizar un seguimiento de ellos. Aaron le dice a Daryl acerca de cómo se contrató a un grupo de supervivientes que fueron exiliados en última instancia, de Alexandría, y él personalmente lo tuvo que escoltar a cabo sin sus armas. Entonces ven a un único superviviente que llevaba un poncho rojo en el medio de un campo y lo siguen. Ellos pierden la noción del sobreviviente y deciden recoger los suministros de algunos camiones de comida abandonados. Sin embargo, se pusieron en marcha una trampa que da rienda suelta a una horda de caminantes sobre ellos y se ven obligados a refugiarse en el interior de un coche. Daryl ofrece a arriesgar su propia vida para ayudar a escapar a Aaron, pero Aaron está convencido de que ambos se escapan juntos. En ese momento, aparece Morgan llega y con su ayuda, Daryl y Aarón son capaces de escapar. Le dicen a Morgan por qué él ayudó, y él responde que toda vida es preciosa. Aaron ofrece para llevarlo a Alexandría, pero Morgan se niega cortésmente, diciendo que necesita llegar a Washington D. C., y les muestra el mapa que recogió en la iglesia, que Daryl reconoce. Daryl, Aarón, y Morgan más tarde llegan de nuevo en Alexandría a tiempo para presenciar a Rick ejecutando a Pete.

### Temporada 6 (2015—16)
En el episodio estreno "First Time Again" Rick y los otros miembros de su grupo son puestos a cargo de Alexandria luego de demostrar sus habilidades de supervivencia. Para deshacerse de una horda caminante atrapada en una cantera cercana, Rick planea desfilarlos lejos de Alexandría. Daryl, junto con Abraham y Sasha, lideran el desfile. Sin embargo, los Lobos lanzan un ataque sorpresa, rompiendo el desfile, al hacer sonar el cuerno de un camión. En el episodio "Thank You", Daryl insiste en ir a ayudar a Rick, pero Sasha y Abraham insisten en que se quede, pero elige en irse, lo cual Abraham y Sasha proceden en alejar el rebaño caminante. Finalmente, Daryl toma conciencia y se reúne con ellos y continúan desfilando el rebaño. En el episodio "Always Accountable" Daryl, Sasha y Abraham logran alejar a la horda masiva de caminantes restantes, pero durante el camino son atacados por unos sujetos en un carro, a consecuencia de este asalto Daryl sufre un accidente en donde se lesiona la mano y ahí aparece Dwight y su esposa Sherry y Tina la hermana de Sherry, durante este encuentro Tina es atacada por un caminante y muere y Dwight y su esposa le quitan la motocicleta y la ballesta a Daryl, poco después Daryl logra encontrar un camión de combustible y se reúne con Abraham y Sasha. En la escena de poscréditos del episodio de final de mitad de temporada "Start to Finish" durante el regreso a Alexandría, Daryl, Sasha y Abraham son emboscados por un grupo de motociclistas fuertemente armados que los obligaron a salir del vehículo y les notificaron que todas sus pertenencias son ahora propiedad de Negan.
En el estreno de mitad de temporada "No Way Out" cuando los salvadores detienen a Daryl, Sasha y Abraham, el líder de los motociclistas ordena a uno de sus hombres que inspeccione los suministros que tienen a través de Daryl, cuando el líder motociclista amenaza con matarlos y cuando estuvo a punto de matar a Abraham sin darse cuenta Daryl apuñala al salvador que fue encargado por su líder y este los revienta incluyendo al líder con el lanzacohetes salvando a Abraham de una muerte segura y más tarde en Alexandria Daryl, Sasha y Abraham salvan a Glenn de una certera muerte, quien estaba acorralado por una horda caminante, poco después Glenn, Maggie, Enid, Sasha y Abraham ayudan a los alexandrinos a eliminar el enjambre caminante que estaba invadiendo la comunidad creando fuego en el lago para distraer a los caminantes que estaban abrumando al grupo, y se logra dar un momento épico al someter a todos los caminantes limpiando todo el recinto de la comunidad, luego se ve a Daryl siendo atendido por Denise quien le estaba curando sus heridas. En el episodio "The Next World" han transcurrido dos meses después de la purga caminante en Alexandria, Rick y Daryl deciden hacer una carrera de alimentos, pero de pronto un extraño sujeto les echa a perder sus suministros quien se revela como Paul "Jesús" Rovia a quien lo enmarrocan y lo llevan como prisionero en Alexandria. en el episodio "Knots Untie" Rick y Daryl hablan con Jesús y son este los presenta a su comunidad la colonia Hilltop. Su líder Gregory, les solicita ayuda para acabar la amenaza de los Salvadores, un grupo brutal que exige suministros como ofrenda periódica, a través de la intimidación, momentos después un grupo dirigido por Ethan acuchillan a Gregory para matarlo y junto con Rick y Abraham mantienen una pelea con dos residentes de Hilltop, Daryl lo salva a Abraham de un residente de Hilltop que lo estaba estrangulando, poco después se revela que Craig el hermano de Ethan quien fue asesinado por Rick previamente, fue secuestrado por los salvadores quienes querían que maten a Gregory como señal de advertencia, pero a pesar de que Daryl no estuvo presente el grupo junto con Hilltop llega a un acuerdo con acabar con Negan y los salvadores a cambio de suministros, ya que Daryl le revela a Jesús que este los eliminó durante un breve encuentro que tuvo con ellos. En el episodio "Not Tomorrow Yet" Rick, Daryl y otros lanzan un ataque a al puesto de avanzada de Los Salvadores, logran rescatar a Craig y a acabar con gran parte de salvadores que estaban situados en el recinto, más adelante logra encontrar su motocicleta que había sido robada previamente y se revela que Maggie y Carol fueron capturadas. En el episodio "The Same Boat" Daryl junto con Rick y los demás se dirigen al matadero en donde mantienen cautivas para rescatar a Carol y Maggie quienes mantienen una intensa pelea y logran eliminar a sus captores y Daryl se reúne con Carol a quien la abraza y en especial con Maggie quien se abraza con Glenn. En el episodio "Twice as Far" Daryl se va con Rosita y Denise en una carrera de suministros de medicina, en donde Dwight reaparece matando a Denise de manera accidental quien le disparó a través del ojo con la ballesta de Daryl, y este junto con otros salvadores someten a Daryl y a Rosita y se revela que secuestro a Eugene en el camino, Dwight quien aparece con la mitad de la cara quemada le revela a Daryl que es un salvador, que no quería matarla a Denise si no a él y que los obliga a que lo lleven a su comunidad y en eso aparece Abraham y atacando de forma sorpresiva y salva a Rosita, Eugene y Daryl quien se las arregla para escapar matando a varios salvadores lo que obliga a Dwight y a sus secuaces en tomar la retirada y a su vez Daryl recupera su ballesta. En el episodio "East", Daryl intenta vengar la muerte de Denise, esta situación provoca que Rosita, Glenn y Michonne vayan tras el lo cual, como resultado Daryl termina siendo capturado por Dwight y a su vez recibe un disparo en el hombro. En el episodio final de temporada "Last Day on Earth", Daryl, Glenn, Michonne y Rosita están cautivos desde la parte trasera de un camión por Dwight, donde descubren a Rick, Carl, Maggie, Abraham, Sasha, Eugene, y Aaron quienes también han sido capturados. Negan se manifiesta y anuncia que va a matar a uno de ellos usando su bate de béisbol llamado "Lucille" como castigo por el grupo que mató a tanta gente. Después de contemplar a quién matar, Negan decide seleccionar al azar diciendo "eenie, meanie, minie, moe". La temporada termina con Negan aplastando el cráneo a un miembro desconocido del grupo de Rick.

### Temporada 7 (2016—17)
En el estreno de la séptima temporada "The Day Will Come When You Won't Be", se revela que Abraham fue la víctima seleccionada por Negan para morir a manos de este, un indignado Daryl al ver como Negan se mofa en Rosita, este de manera impulsiva le amortigua un puñetazo en la cara, pero Dwight lo frena. Como ·"lección" Negan procede a matar a Glenn de la misma manera que Abraham y luego convence a Rick para que acepte sus términos. Daryl es llevado como prisionero por Dwight de vuelta al Santuario, la base de los Salvadores. En "The Cell" Daryl fue introducido a la comunidad de los Salvadores,"El Santuario" donde fue despojado de toda su ropa, encerrado en una diminuta celda y torturado psicológicamente por Dwight, luego le ponen un uniforme de esclavo y este intenta escapar del santuario pero su intento de fuga fue en vano. En "Service" un cautivo Daryl, con Negan y los salvadores, llegan antes de lo esperado para recoger la mitad de los suministros de Alexandría, al momento que Rick mira a Daryl, Negan le prohíbe que se hablen ya que durante todo el momento, Daryl fue tratado como un esclavo por los Salvadores. En "Sing Me a Song", Daryl estuvo presente cuando Carl arribó en el Santuario y presenció todo el caos desatado por el niño en su afán de matar a Negan, aunque no pudo intervenir debido a que fue retenido por los otros Salvadores y amenazó a Negan con matarlo si algo le hacía a Carl. Más tarde de vuelta en su celda, alguien le desliza una nota con una llave por debajo de la puerta, diciéndole que era su oportunidad de escapar. En el final de mitad de temporada "Hearts Still Beating" Daryl logra escapar, sin perder el tiempo entra a la habitación de Dwight y utiliza su ropa para disfrazarse y a punto de darse la fuga asesinó brutalmente a golpes con una palanca de hierro al salvador que le hacía la guardia para evitar su fuga.  Después de encontrarse milagrosamente con Jesús, quien resultó haber estado rondando los alrededores ese día, ambos escaparon en motocicletas del Santuario y se dirigieron a la colonia Hilltop. Habiendo conseguido su libertad, Daryl volvió a reunirse emotivamente con sus antiguos compañeros y comenzó a planear con ellos su siguiente movimiento para la guerra contra los Salvadores.
En el estreno de mitad de temporada "Rock in The Road" Daryl y el grupo formulan un plan para juntar miembros, para la guerra contra Negan, tratan de convencer a Gregory para que los ayude a derrotar a los salvadores pero este de manera cobarde y arrogante se niega, pero de pronto todos los de la colonia Hilltop son convencidos por Enid para participar en la guerra, mientras que Jesús los lleva al Reino en donde conocen al Rey Ezekiel quien se niega a participar en la guerra contra los salvadores, Daryl le reprocha por su actitud, pero aun así el Rey Ezekiel le otorga hospedaje a Daryl, para evadir a los salvadores, ya que ellos no pueden entrar al Reino. En el episodio "New Best Friends" Mientras estaba allí con Richard, uno de los hombres de Ezekiel, sugiere un plan para atraer a Ezekiel a luchar contra los Salvadores, al hacer que uno de los salvadores mate a una mujer a la que Ekeziel le ha gustado, pero permanecer fuera del Reino. Daryl se da cuenta de que es Carol y se niega a aceptar el plan. Regresando al Reino mientras tanto Daryl le revela a Morgan sobre las muertes de Glenn y Abraham y opta por regresar a Hilltop, pero se detiene para reunirse con Carol en su salida, al siguiente día Daryl decide regresar a Hilltop.  En "The Other Side" Daryl se sienta afuera del remolque de Maggie, abatido. Ella le trae un plato de comida y coloca su mano en su hombro antes de regresar a su interior, Kal grita que vienen los salvadores. lo que obliga a Daryl y a Maggie a esconderse, Enid guía a Daryl y Maggie a una bodega de raíces y se esconden detrás de algunos estantes. Mientras un Salvador toma algunas provisiones, Daryl prepara su cuchillo para atacar, pero Maggie lo detiene. Cuando el Salvador se va, salen de su escondite. Maggie comenta que Daryl casi mata a un Salvador innecesariamente, y dice que merece morir. Maggie dice que desde que llegó, la ha evitado. Ella le pide a Daryl que la mire. Empieza a llorar y se disculpa. Maggie insiste en que él no tiene la culpa de la muerte de Glenn, y que Glenn pensó que Daryl era una de las cosas buenas de este mundo. Ella le dice a Daryl que necesitan ganar y lo abraza.
En el episodio "Something They Need" Tara les revela a Rick sobre Oceaneside, lo cual este y junto con Daryl, Jesús, Eric, Aaron, Carl, Michonne, Gabriel, Enid, Tobin, Francine y Scott se dirigen para convencer a las de Oceaneside para ir a la guerra pero solo les dan sus armas y no desean participar en la guerra, regresando a Alexandría Rosita los lleva a la celda de la prisión de Alexandria: Dwight se sienta tras las rejas. Daryl carga contra Dwight, pero Rick y Michonne lo detienen. Rosita dice que Dwight quiere ayudar. "Está bien", dice Rick. Apunta su arma a Dwight y le ordena que se arrodille. En el final de temporada "The First Day of the Rest of Your Life" Daryl y el grupo ya estaban percatados por Dwight que Negan y sus hombres irían a visitarlos debido a que este sabía que estaban conspirando contra el, el grupo de Daryl empezó a acondicionar Alexandría para la batalla que se avecinaba y reclutaron la ayuda de Los Carroñeros. Llegado el momento de la guerra, grande fue la sorpresa de todos cuando terminaron siendo traicionados por los carroñeros, quienes revelaron estar afiliados con Negan, pero afortunadamente gracias al sacrificio de Sasha y la llegada del Reino y Hilltop, Daryl y sus amigos tuvieron la chance de iniciar un tiroteo para defenderse y mataron a varios Salvadores en el proceso, obteniendo la primera victoria en la gran guerra que se había desatado, después de la retirada de los salvadores, Daryl encuentra una nota de Dwight jurando que no sabía lo que Negan había planeado.

### Temporada 8 (2017—18)
Daryl se ve por primera vez en el estreno de la temporada "Mercy", donde tiene a Dwight como clave para su plan de atacar el Santuario atrayendo a una manada masiva con explosivos colocados y su motocicleta, previamente Daryl y Morgan fueron los encargados de eliminar a varios Salvadores durante las primeras confrontaciones. El plan que ejecutó Daryl obtuvo éxito, Rick y Daryl se separan para ir a atacar los puestos de avanzada de los salvadores. En "Monsters" se muestra a Daryl y Rick entrando a un puesto de avanzada eliminando a varios salvadores y buscan dentro del recinto las armas en pero su búsqueda fue en vano; a diferencia de Rick, que está empezando a cuestionar su decisión de ir a la guerra, Daryl no tiene reparos en su misión, mató al ex sobreviviente de Atlanta Morales y ejecutó a un Salvador al que Rick le prometió clemencia. Daryl le revela a Rick que todavía desconfía de Dwight.

## Desarrollo y recepción

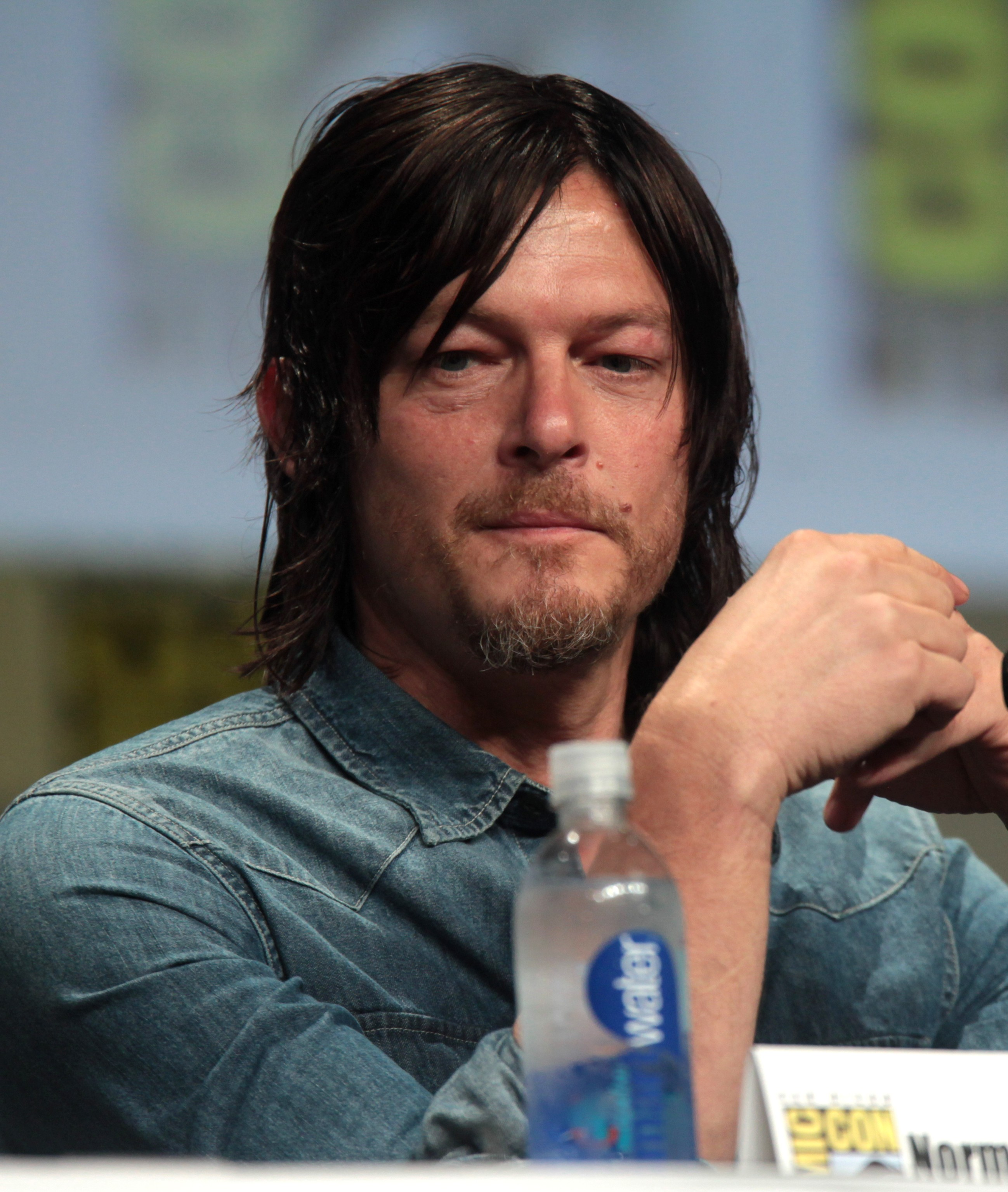
El actor estadounidense Norman Reedus fue elegido para encarnar al cazador de zombis Daryl Dixon quien lo encarna hasta la actualidad

Daryl era originalmente un personaje recurrente, pero se actualizó a los personajes principales en la segunda temporada. Reedus originalmente pidió a los escritores y a todo el equipo de la serie si Daryl podría tener un perro. Su petición fue denegada, y Daryl consiguió en su lugar una nueva ballesta.
A partir de la tercera temporada, Daryl recibe el cuarto lugar en la facturación superior, alcanzó el segundo lugar en la facturación superior a partir de la temporada cuatro y  el primer lugar en la facturación superior en la temporada nueve, habiéndose convertido en uno de los principales protagonistas de la serie. Los aficionados siguen el carácter y Reedus en otros papeles. Muchos fanes han debatido la orientación sexual de Daryl, especialmente con respecto a Caryl (Carol y Daryl) y Beth (Beth y Daryl); algunos fanes sostienen que él es heterosexual, mientras que otros sostienen que es gay o bisexual. El creador de The Walking Dead, Robert Kirkman dijo que: "Daryl es heterosexual, pero que el espectáculo le ha retratado como algo asexual. "Creo que es un personaje muy introvertido y creo que eso es un poco de su apelación. Tengo que aclarar algo, sin embargo," dijo Kirkman. "En la columna de las cartas de The Walking Dead en el cómic viejo que yo, había una pregunta que me hizo mención de que había una posibilidad desde el principio sobre la fabricación del personaje gay de Daryl Dixon y causó un gran alboroto en línea. Yo sólo quería hacer claro que yo estaba diciendo que la posibilidad está ahí y me he estado bien con él, la red habría estado bien con él, pero que finalmente no hacer eso."
La Entertainment Weekly incluyó a Norman Reedus como Daryl en la portada de una edición previsualizada la tercera temporada de The Walking Dead.  Además, Daryl ganó "El mejor Héroe TV" de IGN de 2012, y el personaje apareció en un comercial del Super Bowl XLVII de Time Warner Cable. Por su actuación como Daryl, Reedus ganó el Premio del Pueblo para televisión preferido héroe en 2014 y fue nominado para el Premio Saturn a Mejor Actor de Televisión en 2011.
 TV Guide  enumeró a Daryl como el mejor personaje de  The Walking Dead , clasificando a los mejores veinticuatro personajes en las primeras cinco temporadas. Su transformación de un "solitario egoísta a un miembro integral de los supervivientes" se destacó, además de ser un "excelente cazador".